# وضعية الأصل
.
}}
وضعية الأصل (بالإنجليزية: root position)‏ لكورد معينة هي تصويت ثالوث أو كورد سابعة أو كورد تاسعة يكون فيها أصل الكورد هو نوطة البيس وتكون فوقه المكونات الأخرى من الكورد. في وضعية الأصل ودون انقلاب، تكون نوطة البيس في ثالوث دو كبيرة هي دو، أي أصل الثالوث، وفوقها الثالثة والخامسة اللتان يكونان على التوالي مسافتي ثالثة وخامسة فوق أصل دو.
تشغيل الصوت غير مدعوم في متصفحك. يمكنك قم بتنزيل الملف الصوتي .
في وضعية الأصل لكورد صول سابعة ثابتة، نوطة البيس هي صول، أي أصل كورد السابعة.
تشغيل الصوت غير مدعوم في متصفحك. يمكنك قم بتنزيل الملف الصوتي .
وفقا لموسوعة The American History and Encyclopedia of Music:
الانقلابات لا تقتصر على نفس عدد نغمات الكورد الأصلية، ولا على أي ترتيب محدد من النغمات باستثناء المسافات بين الأصل، أو الأوكتاف الخاص به، ونوطة البيس، لذلك النتائج الممكنة متنوعة. 
يلزم ذكر أن أي تصويت فوق البيس ممكن. يجب أن يكون أصل كورد معينة في البيس لتعتبر في وضعية الأصل أو غير منقلبة، لكن يمكن أن تكون الثالثة والخامسة فوق الأصل في أي ترتيب، مثل النوطات المضاعفة، المسافات المركبة، والحذف (مي-صول-دو، مي-صول-دو-صول'، مي-دو'-صول''، إلخ)